# Dearnessia apocyni
Dearnessia apocyni är en svampart som beskrevs av Bubák 1916. Dearnessia apocyni ingår i släktet Dearnessia, divisionen sporsäcksvampar och riket svampar.   Inga underarter finns listade i Catalogue of Life.